# Rifugio Lago Branchino
Il rifugio Lago Branchino è un rifugio alpino che si trova a 1.787 m di quota nelle Prealpi Orobie, nel comune di Ardesio. Sorge a pochi metri di distanza dal lago Branchino, adagiato sul fianco di un dosso erboso.

## Ascensioni
- Corno Branchino
- Corna Piana
- Pizzo Arera